# Hyperolius nasutus
Hyperolius nasutus là một loài ếch thuộc họ Hyperoliidae.
Loài này có ở Angola, Botswana, Cộng hòa Congo, Gabon, Namibia, Zambia, có thể cả Cộng hòa Dân chủ Congo, và có thể cả Zimbabwe.
Môi trường sống tự nhiên của chúng là xavan khô, xavan ẩm, vùng cây bụi khô khu vực nhiệt đới hoặc cận nhiệt đới, vùng cây bụi ẩm khu vực nhiệt đới hoặc cận nhiệt đới, đồng cỏ khô nhiệt đới hoặc cận nhiệt đới vùng đất thấp, đồng cỏ nhiệt đới hoặc cận nhiệt đới vùng ngập nước hoặc lụt theo mùa, đồng cỏ nhiệt đới hoặc cận nhiệt đới vùng đất cao, sông ngòi, đầm nước, hồ nước ngọt, đầm nước ngọt, các vùng đô thị, rừng trước đây suy thoái nghiêm trọng, khu vực trữ nước, và ao.

## Hình ảnh

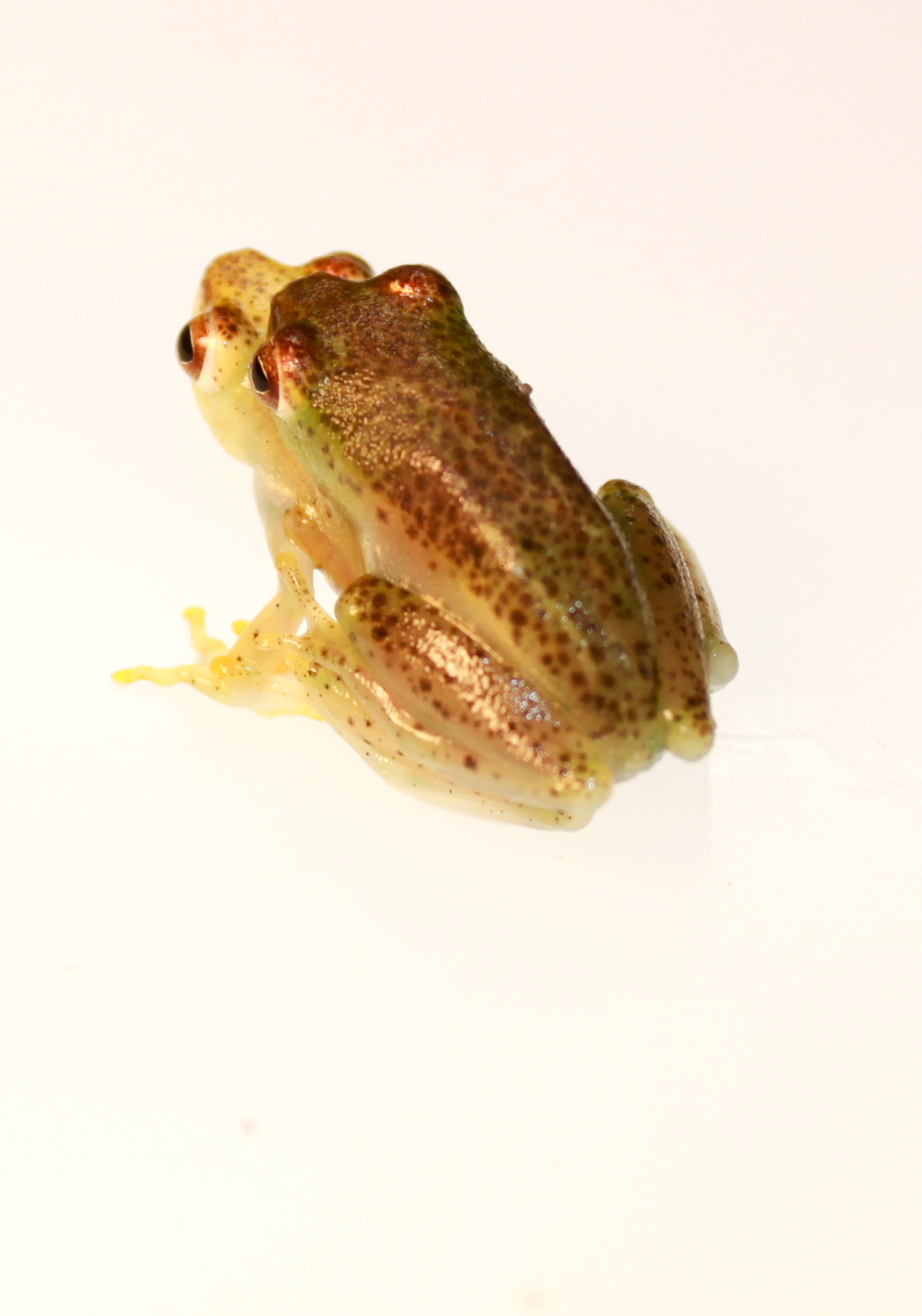
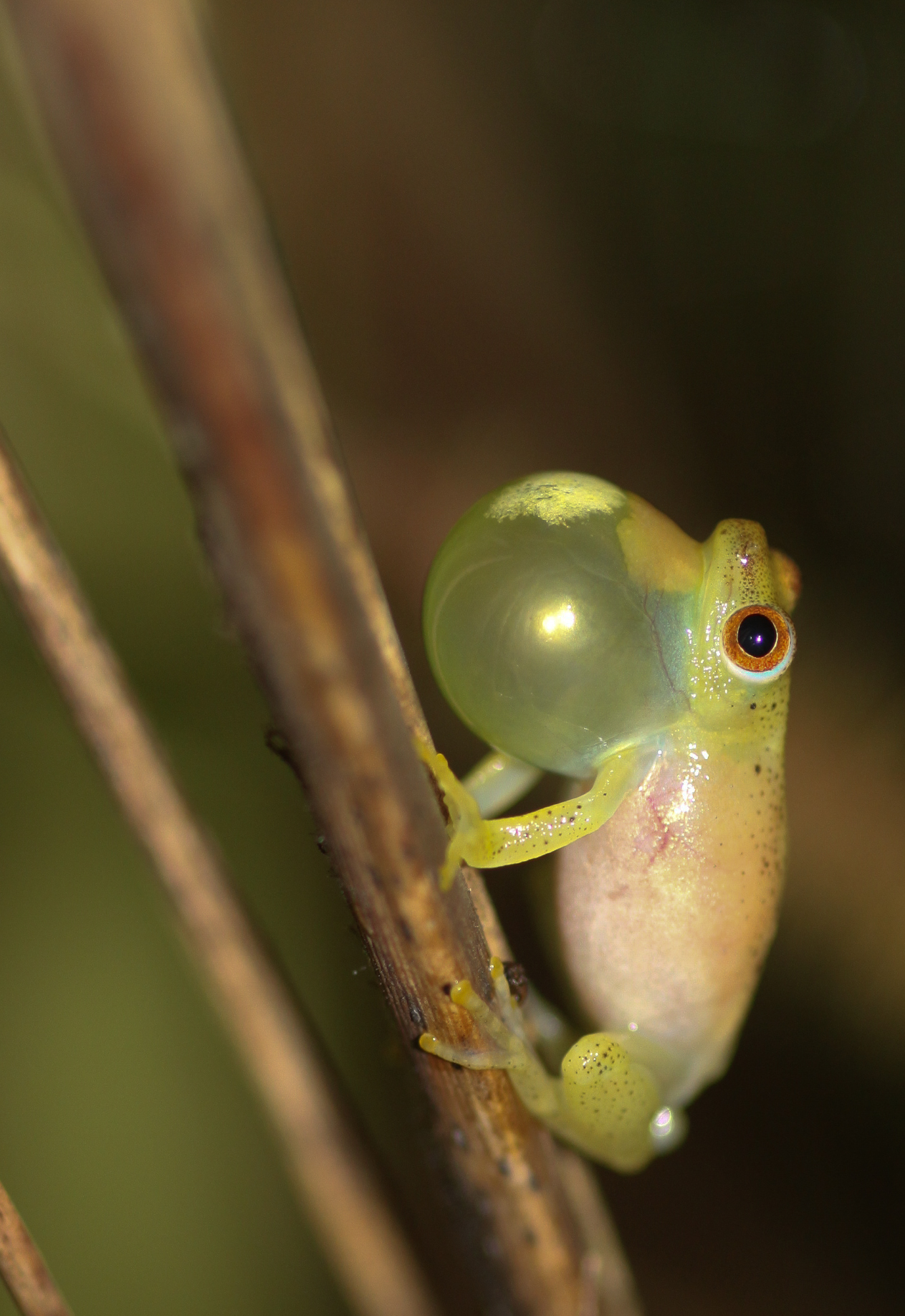
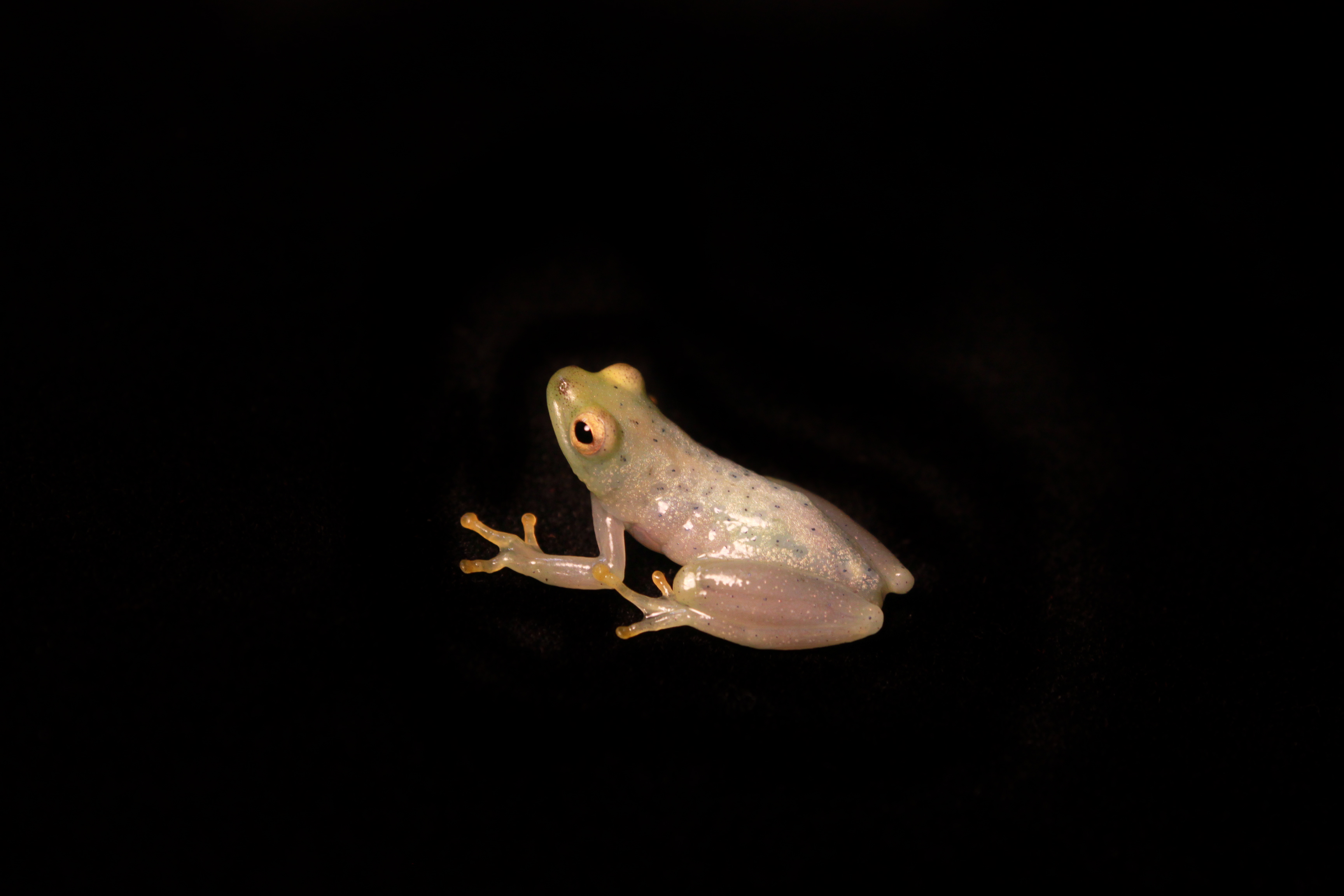
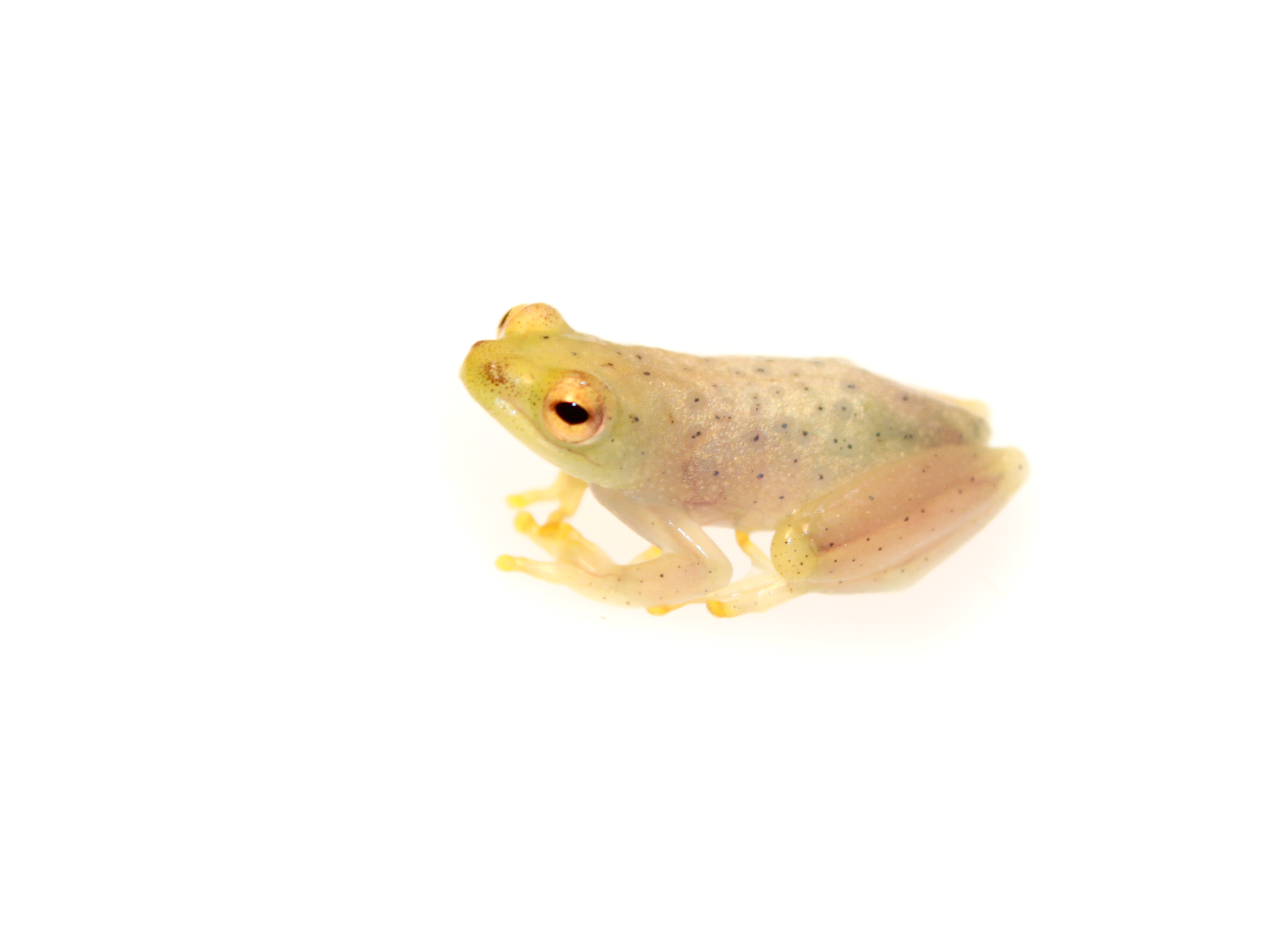